# Demeanka-Lisna, Jîdaciv
Demeanka-Lisna (în ucraineană Дем'янка-Лісна) este un sat în comuna Zaricicea din raionul Jîdaciv, regiunea Liov, Ucraina.

## Demografie
Componența lingvistică a localității Demeanka-Lisna
     Ucraineană (100%)
Conform recensământului din 2001, toată populația localității Demeanka-Lisna era vorbitoare de ucraineană (100%).